# Titanoeca spominima
Titanoeca spominima – gatunek pająka z rodziny podkamieniakowatych.
Gatunek ten opisany został w 1866 roku przez Władysława Taczanowskiego jako Amaurobius spominimus. Opisu dokonał na podstawie okazów odłowionych w 1865 roku w Warszawie „na piaskach za Pragą”.
Pająk ten osiąga od 2,9 do 4,6 mm długości ciała. Karapaks ma żółtawobrązowy do pomarańczowobrązowego, z przodu nieco ciemniejszy. Rudobrązowe z ciemniejszymi bokami szczękoczułki mają po 3 ząbki na krawędziach przednich i po 2 na tylnych. Sternum ma kolor żółtawobrązowy do szarego i na brzegach jest ciemniejsze. Odnóża są jasnobrązowawe do brązowych, z wierzchu szaro pociemniałe. Opistosoma (odwłok) może mieć wierzch od szarobrązowego przez ciemnoszary po czarny. Kądziołki przędne są ciemnobrązowo ubarwione.
Nogogłaszczki samca mają golenie o dwóch apofizach: prolateralnej z wciętym szczytem oraz dorsalnej z długim kolcem i trójkątnym wierzchołkiem. Przewód nasienny tworzy w tegulum pętlę skierowaną dogrzbietowo. Konduktor ma ostrogę z wąskim czubkiem. Płytka płciowa samicy ma szczelinowate, niekiedy robiące wrażenie trójkątnych otwory kopulacyjne. Zbiorniki nasienne mają zaokrąglony kształt.
Pająk znany z Niemiec, Austrii, Szwecji, Finlandii, Polski, Czech, Słowacji, Węgier, Ukrainy, Albanii i Rosji. Preferuje siedliska ciepłe, piaszczyste, skąpo porośnięte, gdzie bytuje pod kamieniami. Osobniki dojrzałe aktywne są od kwietnia do początku września.